# Singgahan (Kebonsari)
Singgahan is een bestuurslaag in het regentschap Madiun van de provincie Oost-Java, Indonesië. Singgahan telt 2647 inwoners (volkstelling 2010).